# キンカイチフジ
キンカイチフジは、日本のアングロアラブ系種の競走馬、種牡馬。主な勝ち鞍に1984年の全日本アラブ大賞典、名古屋杯、アラブ王冠、アラブダービー、アラブカップなど。

## 来歴
- 特記事項なき場合、本節の出典はJBISサーチ[2]

3歳（現2歳）の1983年6月に笠松競馬場の新馬戦に岩崎幸紀騎乗でデビュー。2戦目と3戦目は距離不足もあり2着・5着に敗れたがその後は5連勝し、3連勝目となった11月8日の名古屋タイムズ杯で重賞初勝利を挙げた。この年の成績は8戦6勝。
4歳となった1984年は8戦全勝という圧倒的な成績を残した。2月のアラブカップ（名古屋競馬場）、5月のアラブダービー（笠松競馬場）、6月のアラブ王冠（名古屋）と勝ち、秋にも名古屋杯を制して12連勝を記録。12月に大井競馬場で行われた暮れの大一番である全日本アラブ大賞典にテン乗りとなる坂本敏美騎乗で参戦。ローゼンガバナーを首差交わして優勝した。
5歳時の1985年は休養から9月に復帰してから3戦して2勝し、11月5日の名古屋杯ではカネノキングの2着となった。この競走を最後に競走生活から退いた。

## 引退後
引退後は種牡馬となり、1991年度までの6シーズンで血統登録頭数163頭、出走頭数はそのうちの144頭を記録した。1991年7月10日に死亡した。

## 主な産駒
- カサイオーカン：全日本アラブ大賞典[4]
- ネオアイク：タマツバキ記念2回[5]

## 血統表
| キンカイチフジの血統      | キンカイチフジの血統           | キンカイチフジの血統      | （血統表の出典）          | （血統表の出典）        |
| 父 *エルシド 1962 鹿毛    | 父の父Nithard 1948             | Kesbeth                   | サラ Dadji                | サラ Dadji              |
| 父 *エルシド 1962 鹿毛    | 父の父Nithard 1948             | Kesbeth                   | アラ Kraina               |                         |
| 父 *エルシド 1962 鹿毛    | 父の父Nithard 1948             | Nitouche                  | Lotus VIII                | Lotus VIII              |
| 父 *エルシド 1962 鹿毛    | 父の父Nithard 1948             | Nitouche                  | Nausicaa                  |                         |
| 父 *エルシド 1962 鹿毛    | 父の母Farida IV 1950           | サラ Elseneur             | Nino                      | Nino                    |
| 父 *エルシド 1962 鹿毛    | 父の母Farida IV 1950           | サラ Elseneur             | Ann's Twin                |                         |
| 父 *エルシド 1962 鹿毛    | 父の母Farida IV 1950           | Lady Salmson              | アラ Alaric V             | アラ Alaric V           |
| 父 *エルシド 1962 鹿毛    | 父の母Farida IV 1950           | Lady Salmson              | サラ Lady of Mercia       |                         |
| 母 ミスマスタニ 1974 栗毛 | 母の父タガミホマレ 1962 栗毛   | ミネフジ                  | *バラツケー               | *バラツケー             |
| 母 ミスマスタニ 1974 栗毛 | 母の父タガミホマレ 1962 栗毛   | ミネフジ                  | 梅橋                      |                         |
| 母 ミスマスタニ 1974 栗毛 | 母の父タガミホマレ 1962 栗毛   | バイオレツト              | サラ ミネオカ             | サラ ミネオカ           |
| 母 ミスマスタニ 1974 栗毛 | 母の父タガミホマレ 1962 栗毛   | バイオレツト              | 第三谷川                  |                         |
| 母 ミスマスタニ 1974 栗毛 | 母の母ニセイジンパク 1961 鹿毛 | ニユーバラツケー          | *バラツケー               | *バラツケー             |
| 母 ミスマスタニ 1974 栗毛 | 母の母ニセイジンパク 1961 鹿毛 | ニユーバラツケー          | 若影                      |                         |
| 母 ミスマスタニ 1974 栗毛 | 母の母ニセイジンパク 1961 鹿毛 | タカラホウシヨウ          | サラ ダイサンホウシュウ   | サラ ダイサンホウシュウ |
| 母 ミスマスタニ 1974 栗毛 | 母の母ニセイジンパク 1961 鹿毛 | タカラホウシヨウ          | 仁帛                      |                         |
| 5代内の近親交配           | バラツケー 4 × 4 = 12.50%      | バラツケー 4 × 4 = 12.50% | バラツケー 4 × 4 = 12.50% | [ § 2 ]                 |
| 出典                      | 1. 2.                          | 1. 2.                     | 1. 2.                     | 1. 2.                   |